# Ranunculus arvensis
Ranunculus arvensis es una especie venenosa de la familia de las ranunculáceas.

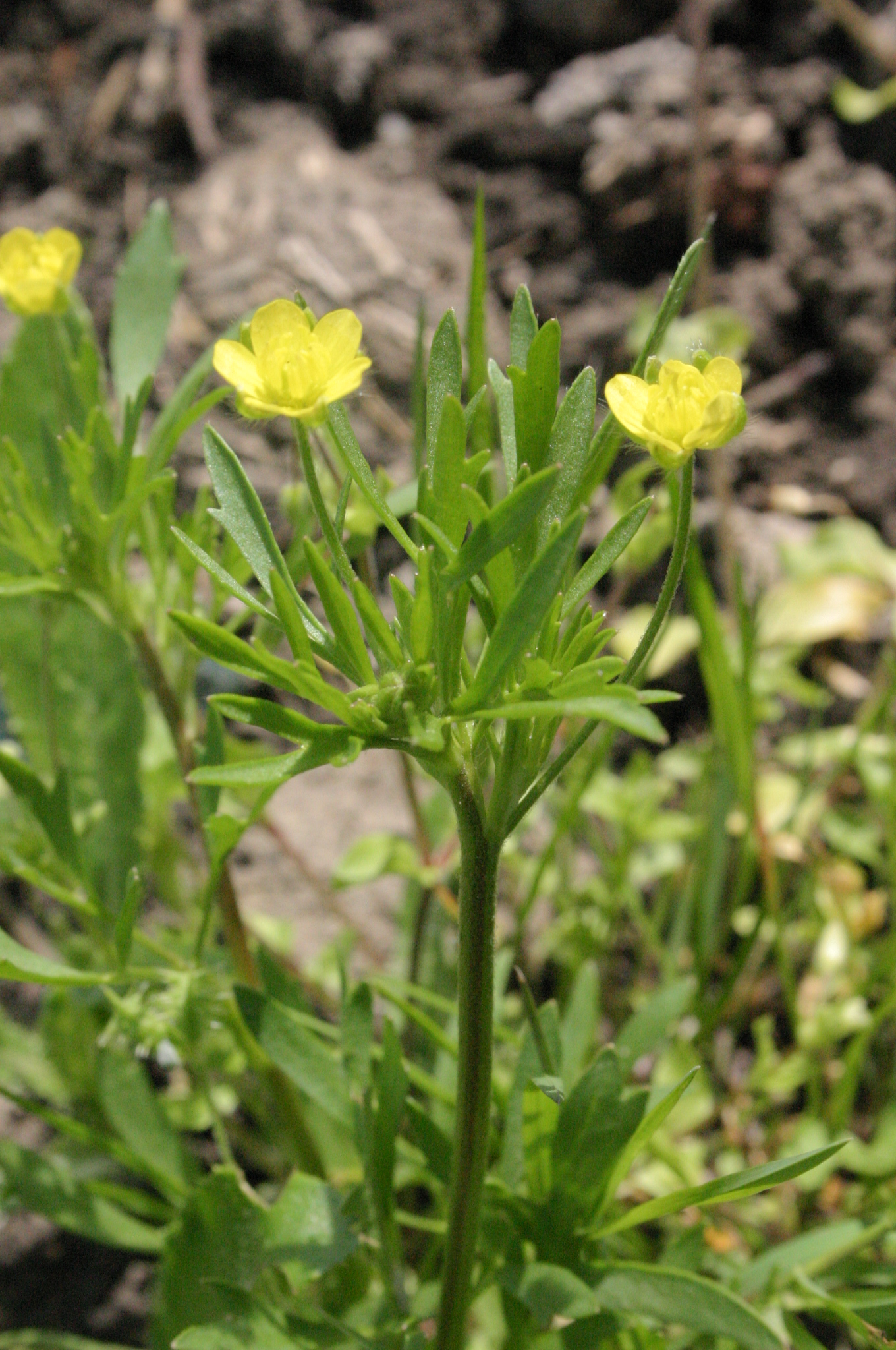
Planta en flor

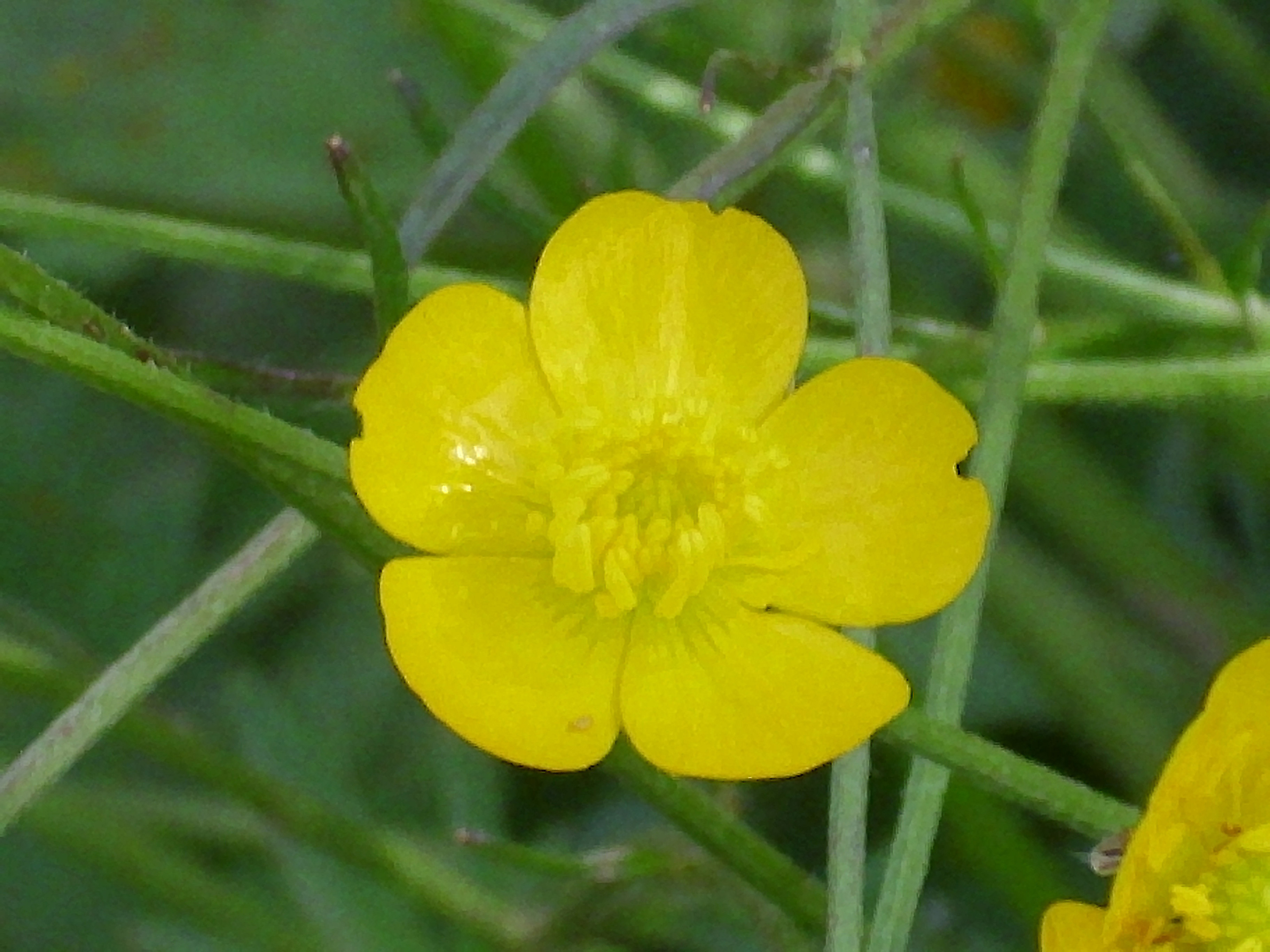
Detalle de la flor

## Descripción
Es una planta anual que alcanza un tamaño de entre 20 y 60 cm de altura. Las hojas basales exteriores son flabelado-lobadas.
Los flores son amarillo claro con pétalos patentes. 
Los aquenios tienen entre 5 y 9 mm de longitud con muchas espinas. Están soldados al receptáculo, por lo tanto son persistentes. El pico del aquenio es subulado-espinoso y largo. 

## Hábitat
Habita en cultivos de secano y barbechos en suelos con cierta humedad. Florece en España entre marzo y julio.

## Distribución
Ranunculus arvensis tiene una distribución holártica con ombrótipos semiárido, seco, subhúmedo y húmedo. Crece prácticamente en toda España menos los lugares más áridos.

## Propiedades
Estas plantas contienen  anemonina, una sustancia muy tóxica para los animales y los seres humanos. De hecho, los herbívoros pastan las hojas de estas plantas con gran dificultad, y sólo después de un buen secado que evapora las sustancias más peligrosas. Incluso las abejas evitan libar su néctar. En la piel humana estas plantas pueden crear ampollas ( dermatitis ), mientras que en la boca pueden causar dolor intenso y ardiente de las membranas mucosas.  En algunas localidades,  la planta se utiliza para el tratamiento del asma, reumatismo, fiebre alta y enfermedades intestinales.

## Taxonomía
Ranunculus arvensis fue descrita por Carlos Linneo y publicado en Species Plantarum 1: 555. 1753.
Citología
Número de cromosomas de Ranunculus arvensis (Fam. Ranunculaceae) y táxones infraespecíficos: 2n=32
Etimología
Ver: Ranunculus
arvensis: epíteto latino que significa "de campos cultivados".
Sinonimia
- Cynomorbium heterophyllum Opiz
- Hericinia arvensis Fourr.
- Pfundia arvensis Opiz
- Ranunculus arvensis var. tuberculatus DC.[9]
- Ranunculus echinatissimus Blatt.

## Nombres comunes
- Castellano: abrepuños, abrojos, botón de oro, brabil, cachorrillo, cachorro, cadilla, cadillo, cardillo, coronilla de la Virgen, gata rabiosa, hierba del amor, moria, ranúnculo, ranúnculo arvense, ranúnculo de las mieses, ranúnculo de los campos, ranúnculo de mieses, yerba del amor.[10][6]